# John Kay (spinderamme)
John Kay var en engelsk opfinder bedst kendt for at have udviklet spinderammen i 1767, der markerede en vigtig fase i tekstilfremstillingens udvikling under den industrielle revolution. Kay der blev var født byen Warrington i grevskabet Lancashire i England, var som minimum medkonstruktøren af den første spinderamme, og han påståede endvidere at have været dens opfinder. Han bliver nogle gange forvekslet med den ikke-beslægtede John Kay fra Bury i Lancashire, der omkring tredive år tidligere havde opfundet den flyvende skyttel, der var en vævemaskine.

## John Kay og Thomas Highs
I 1763 arbejdede Kay som urmager i Leigh. En nabo til ham ved navn Thomas Highs var opfinder, og de to samarbejdede i undersøgelser af maskiner til tekstilfremstilling, herunder spinding af tråd ved hjælp af ruller. I 1763 var vævning allerede automatiseret, men spinding foregik stadig i hånden. Lewis Paul havde i 1738 lavet en maskine, der anvendte mekaniske ruller, men dette havde ikke været en kommerciel succes.

## John Kay og Richard Arkwright
I 1767 indledte Kay et professionelt samarbejde med en iværksætter ved navn Richard Arkwright. Forholdets karakter og i særdeleshed Arkwrights, Kay's og Highs' konkurrerende krav om forrang som opfindere skulle efterfølgende blive genstand for en bitter juridisk strid (se nedenfor).
Arkwright inddrog oprindeligt Kay i fremstillingen af messinghjul, der angiveligt skulle bruges til en evighedsmaskine. Seks måneder senere satte Arkwright Kay til at bygge en rullebaseret spindemaskine.
Kay blev i 1768 bragt til byen Preston af Arkwright Kay for at udvikle yderligere en prototype. Kay havde forpligtet sig til at tjene Arkwright i 21 år, samt at holde deres metoder hemmelige. For at aflede opmærksomheden fortalte Arkwright outsidere, at han og Kay var ved at udvikle en længdegradsmaskine; Alligevel førte hemmelighedskræmmeriet og lydene fra deres værksted til beskyldninger om hekseri.
Efterfølgende flyttede Arkwright og Kay til Nottingham, hvor de i 1769 konstruerede en spindemaskine, der legemliggjorde de ideer, som de havde arbejdet på. Arkwright patenterede det 1769 uden at nævne Kay, der var hans "arbejder. Kay hørte om dette patent fra en anden Nottingham-opfinder ved navn James Hargreaves, og han fortalte Hargreaves, at det var ham, Kay, der var den rigtige opfinder. Arkwright beskyldte Kay for at afsløre designet til Hargreaves,  og de to kom i unåde hos hinanden. Kay forlod Arkwrights hus i Nottingham, hvor han havde boet, og afsluttede deres forhold. Kay beskyldte efterfølgende Arkwright for at stjæle hans arbejdsredskaber, hvortil Arkwright fremsatte en modanklage.
Spindemaskinen bygget i Nottingham af Kay og Arkwright blev drevet med heste og var tilsyneladende ikke kommercielt levedygtig. Men det beviste eksistensberettigelsen af den nye maskines, der blev kaldt for en "spinderamme". Arkwright var derved i stand til at finansiere en mere omfattende mølle drevet med vandkraft, der i 1771 blev bygget ved floden Derwent ved Cromford. Den nye maskine, der blev kaldt en "water frame", endte med at revolutionere tekstilfremstillingsindustrien og gjorde Arkwright og hans partnere rige, dog ikke Kay

## Tvister om patenter
Arkwright opnåede i 1775 et "Storpatent", der dækkede spinderammen og andre opfindelser. Efterfølgende krænkelser begået af mølleejere fik ham til at sagsøge dem for at hævde sine rettigheder. En række retssager begyndte i 1781, og i den sidste af dem (1785) blev Arkwrights påstande som opfinder sat i tvivl; Her vidnede Highs, Kay og Kays kone Sarah alle om, at Arkwright havde stjålet Highs opfindelse af rullerne via John Kay". Efterfølgende blev det på forskellige måder hævdet, at Arkwright havde forestillet sig designet allerede inden, han mødte Kay, og at Kay havde stjålet Highs ideer, eller at Kay både havde udtænkt og konstrueret maskinen.
Sagen afgjorde ikke spørgsmålet om forfatterskab men var bemærkelsesværdig, fordi den med de instrukser, som dommeren gav til juryen, medførte præciseringer af patentlovgivningen; disse instrukser var som følger: de skal finde patentet ugyldigt, uanset forfatterskab, hvis de anså det for utilstrækkeligt nyt, eller hvis Arkwright i patentdokumenterne havde undladt at specificere teknologien tilstrækkeligt. Det antages, at juryen på den baggrund fandt patenterne ugyldige, hvilket var et tab både Arkwright, Highs og Kay.